# The Devil's Brigade
The Devil’s Brigade (bra A Brigada do Mal ou A Brigada do Diabo) é um filme estadunidense de 1968, dos gêneros aventura, drama e guerra, dirigido por Andrew V. McLaglen, com roteiro de William Roberts e trilha sonora de Alex North.

## Sinopse
Durante a Segunda Guerra Mundial, um coronel tem a missão de treinar um desajustado batalhão americano e um grupo de comandos canadenses para transformá-los numa efetiva unidade de combate.

## Elenco
- William Holden ....... tte.-cel. Robert T. Frederick
- Cliff Robertson ....... mj. Alan Crown
- Vince Edwards ....... mj. Cliff Bricker
- Andrew Prine ....... sd. Theodore Ransom
- Claude Akins ....... sd. Rocky Rockman
- Richard Jaeckel ....... sd. Omar Greco
- Jack Watson ....... cb. Peacock
- Jeremy Slate ....... sgt. Pat O'Neill
- Bill Fletcher ....... sd. Bronc Guthrie
- Richard Dawson ....... sd. Hugh MacDonald
- Tom Troupe ....... sd. Al Manella
- Luke Askew ....... sd. Hubert Hixon
- Jean-Paul Vignon ....... sd. Henri Laurent
- Tom Stern ....... cap. Cardwell
- Harry Carey Jr. ....... cap. Rose (como Harry Carey)
- Michael Rennie ....... tte.-gen. Mark Clark
- Carroll O'Connor ....... mj.-gen. Maxwell Hunter
- Dana Andrews ....... brg.-gen. Walter Naylor
- Gretchen Wyler ....... a dama
- Norman Alden ....... polícia do Exército
- Don Megowan ....... Luke Phelan
- David Pritchard ....... cb. Coker
- Paul Busch ....... cap. alemão
- Patric Knowles ....... lorde Mountbatten